# Pietro Scalcerle
Pietro Scalcerle (Thiene, 29 marzo 1830 – Roma, 4 giugno 1849) è stato un patriota e benefattore italiano. Partito come volontario per la difesa della Repubblica Romana, morì in combattimento.

## Biografia

### Origini e formazione
Nasce a Thiene il 29 marzo 1830 da Elisabetta Beggio e da Antonio Scalcerle e vi compie i primi studi. Nel 1839 si trasferisce a Padova, dove studia presso il Collegio privato Benetello, uno dei più prestigiosi collegi della città, oggi in via Belzoni 1. Nel 1844-1845 consegue la licenza liceale presso il Liceo-Ginnasio di Santo Stefano (ora Tito Livio) con il massimo dei voti e il conferimento di una medaglia (esposta nella Museo Bottacin presso Palazzo Zuckermann a Padova).
Trasferitosi presso gli zii materni che abitavano nell'attuale palazzo Lonigo a Stramaggiore (oggi via Dante), dal 1845 al 1847 frequenta la facoltà di filosofia dell'università patavina, animata in quegli anni da manifestazioni studentesche antiaustriache. La partecipazione di Pietro Scalcerle all'attività dell'Accademia filarmonica cittadina, di spiccato indirizzo antiaustriaco, gli costa l'espulsione dall'università.
Un testimone dell'epoca, il commendatore Giovanni Rossi di Thiene, lo descrive "alto e bruno e di rara eleganza di forme, di mente aperta, di eletta coltura, liberale del proprio e ardente di patriottismo" e aggiunge di averlo visto e ascoltato nella primavera del 1848 nel Caffè Pedrocchi di Padova: "Ero io ancora fanciullo, e me ne rimase nell'animo una forte impressione, un incancellabile ricordo. Vestiva all'italiana, in velluto nero e cappello all'Ernani, e recava sul petto come i volontari d'allora, e come un tempo i crociati di Terrasanta, una croce rossa. Con parola franca e forbita, calda e appassionata, parlava di patria e di libertà, di battaglie e di vittorie. Tutti pendevano dal suo labbro, tutti sentivano che avrebbe fatto onore alla terra nativa".

### Attività risorgimentale
Quando, intorno al marzo 1848, partono gli arruolamenti volontari, è probabile che Pietro Scalcerle sia tra i primi iscritti. Il 30 marzo Scalcerle parte con la sua legione da Padova verso Vicenza dove avvengono i primi scontri con le truppe austriache. Data la sua permanenza a Vicenza accertata almeno fino al 20 aprile, è ipotizzabile che Scalcerle sia rientrato a Padova il 23 dello stesso mese con alcune compagnie della legione padovana. Nonostante le richieste dei parenti di ritirarsi dall'arruolamento, Scalcerle continua a difendere il suo paese ma, essendo consapevole del rischio a cui va incontro, decide di scrivere il suo primo testamento (della cui esistenza a sua famiglia non viene a conoscenza prima del 24 giugno 1848).
Si sa per certo che nel novembre del 1848 Scalcerle si trova a Bologna e partecipa alla prima legione italiana istituita da Giuseppe Garibaldi stesso. Tra il novembre del 1848 e l'aprile dell'anno seguente i garibaldini marciano verso Roma. Lo Scalcerle però viene mandato da Garibaldi a Genova per cercare sussidi per la sua legione, ma alla fine dell'anno si ammala. Il mese dopo riesce a ottenere un prestito da Francesco Carpaneto, amico stretto di Garibaldi.

### Morte
Nel febbraio del 1849 Scalcerle abbandona Genova per ricongiungersi alla legione garibaldina a Rieti nel Lazio, da dove riparte il 13 aprile, per poi arrivare a Roma il pomeriggio del 27 aprile. È probabile che partecipi alla difesa della città dall'assalto dei francesi, giunti a Roma in soccorso del pontefice il 25 aprile. L'esercito garibaldino prese posizione tra Villa Corsini e Villa Pamphili, dove respinse il primo attacco francese.
Il 3 giugno l'esercito garibaldino subisce l'attacco dei Francesi, sferrato a tradimento a dispetto del patto convenuto, durante il quale il grosso delle truppe rimane sul campo: Pietro Scalcerle, ferito da un colpo di baionetta allo stomaco, viene trasportato all'ospedale della Santissima Trinità dei Pellegrini. Qui riceve le cure della principessa Cristina Trivulzio di Belgiojoso, la quale, su richiesta di Scalcerle, chiama un notaio affinché possa fare testamento: lasciate le ultime volontà si spegne il 4 giugno.

## Eredità
Alla morte dello Scalcerle i familiari impugnarono i due testamenti superstiti: quello redatto in punto di morte (1849) e quello autografo ma non datato, risalente con ogni verosimiglianza alla primavera del 1848. Quest'ultimo disponeva che il grosso dell'eredità fosse destinato all'istituzione a Thiene di una scuola pubblica e alla città di Padova come "erede universale"; mentre il più recente istituiva come unica erede la città di Vicenza. Ricomposta la lite, l'eredità di Scalcerle fu impiegata per l'erezione dell'ospedale civile di Thiene, per l'ampliamento del Collegio comunale Cordellina Bissari di Vicenza, e per l'apertura - non senza l'opposizione di alcuni consiglieri comunali - di una scuola femminile appunto a Padova.

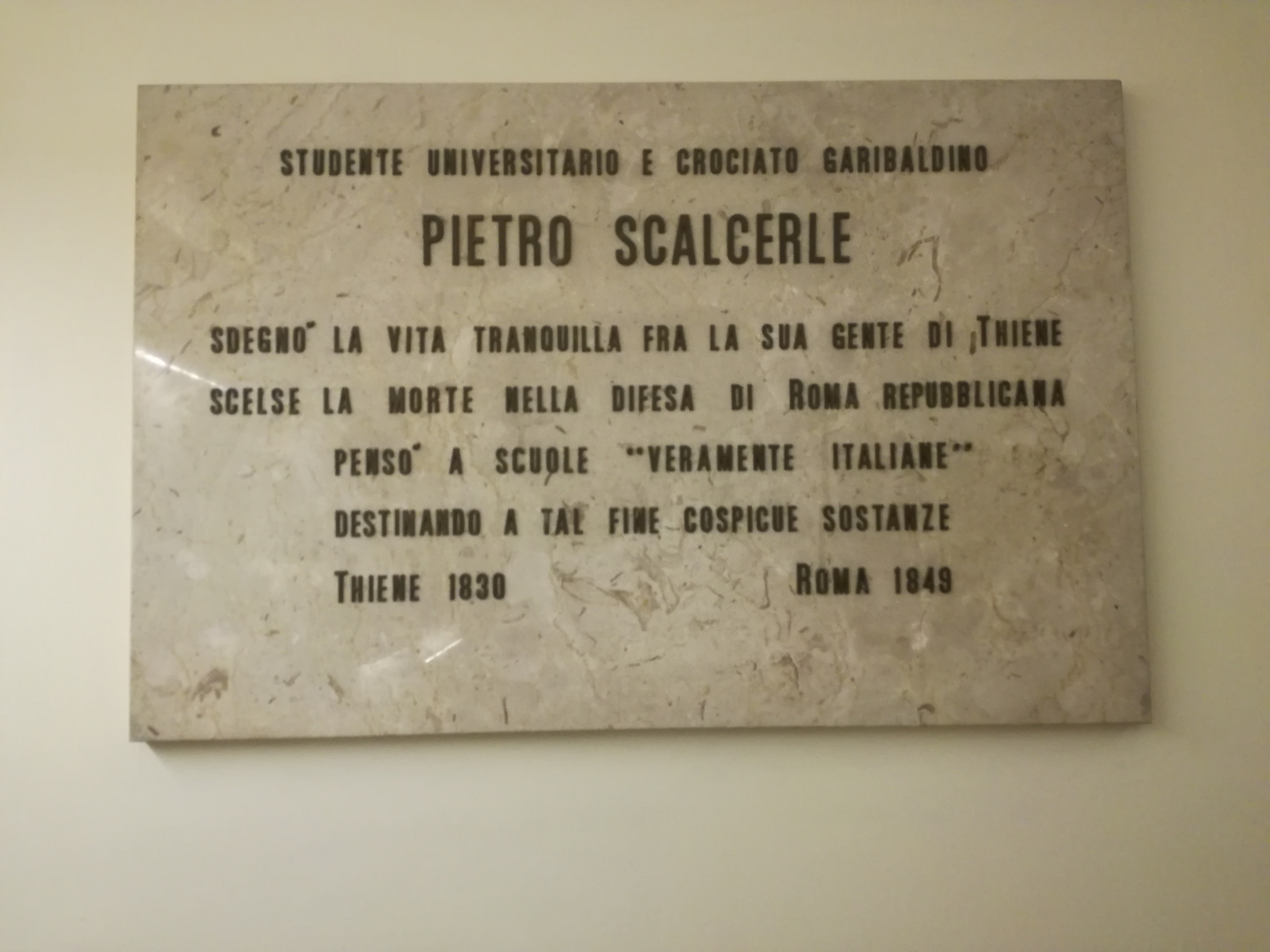
La lapide che ricorda Pietro Scalcerle su una parete adiacente alla scalinata dell'attuale IIS Usuelli Ruzza di Padova, in via Sanmicheli (una delle prime sedi storiche dell'Istituto Scalcerle, che vi si trasferì nel 1937)

L'Istituto "Pietro Scalcerle" di Padova fu così inaugurato nel 1870 e ospitato dapprima nel palazzo di proprietà del Collegio Armeno (in via S. Giovanni delle Navi 894, ora via Vescovado 18), poi a palazzo Mussato (già in via Concariola 827, ora Sperone Speroni 5) e di qui nella più spaziosa sede di via Sanmicheli, inaugurata nel 1937 (la quale oggi ospita l'IIS Ruzza, intitolato a una delle prime storiche direttrici, Enrichetta Usuelli Ruzza - entrata in carica nel 1874 e scomparsa nel 1908 -, e ancora conserva una lapide dedicata proprio a Scalcerle). Oggi esso ha sede in via Cave 174 e comprende un Liceo Linguistico e un Istituto Tecnico per "Chimica, materiali e biotecnologie".

## Intitolazioni
Oltre all'Istituto omonimo, gli sono stati dedicati una strada a Padova (nelle vicinanze del sopra citato IIS Ruzza), una a Vicenza, un busto nella città di Thiene e una targa sul Gianicolo a Roma, nella quale figura insieme agli altri studenti padovani caduti.